# Terra Indígena Tembé
A Terra Indígena Tembé é uma terra indígena localizada no estado brasileiro do Pará. Regularizada e tradicionalmente ocupada, tem uma área de 1 075 hectares e uma população de 60 pessoas, do povo Tembé.